# 渡辺美香
渡辺 美香（わたなべ みか、1972年10月30日 - ）は、CBCテレビ（CBC）のアナウンサー。愛知県名古屋市出身。

## 来歴・人物
愛知県立旭丘高等学校、立教大学文学部フランス文学科卒業。1995年にCBC入社。同期は森麻緒（現：フリーアナウンサー）、小川明子（現：愛知淑徳大学現代社会学部 准教授）。
報道からバラエティーまで多くの番組を担当した。舞台およびCBCアナウンサー朗読番組『ことばのたまてばこ』の発起人でもある。舞台の初演は2001年3月17日。
シャ乱QのたいせープロデュースによるCBC女子アナユニット「Love Power Beauty」のリードボーカルを務め、「Din Don Dan」と「Cool Bless Cool」の2曲がリリースされた。
大学時代は歌手希望であった。作詞（秋元康作詞教室を受講）作曲も行い、オーディションを受けたりレーベルへデモテープを持ち込んでいた。アナウンサーとなった後も、名古屋市内のライブハウスでジャズのライブ活動を行っている他、自身が歌唱する歌は『いっしょに歌お!CBCラジオ』2017年6月の今月の歌となっている 。2002年7月より『大正琴こころのメロディー』のパーソナリティに抜擢された。
2008年4月20日に結婚式を挙げた。（戸籍上での本名は非公開）
2024年（令和6年）11月中旬より体調不良のため休養。同年12月23日より復帰。

## 現在の担当番組

### ラジオ
- 渡辺美香のWhat a Wonderful World（2014年4月5日 - ）
- きく!ラジオ（2021年3月31日 - 、水曜日 - 金曜日 ）
- マーシー山本教授のびっくりクラシック - （2021年9月27日　- ）- ナレーション、聞き手
- ことばのおもちゃばこ（2011年　- ） - 不定期出演

### テレビ
- まちイチ - ナレーション
- CBCニュース - 不定期出演
- 地名しりとり 旅人ながつの挑戦 （2022年12月20日 - ） - ナレーション
- 東海地方のド定番 なぜそこまで愛される?太田×石井のデララバ - ナレーション
- チャント! - ナレーション

## 過去の担当番組

### ラジオ
- 伊藤秀志のGETSU▶KINラジオ三昧（1996年4月8日 - 1997年3月28日までは月曜、木曜、金曜担当。1997年3月31日　- 1998年3月31日までは月曜〜水曜担当）アシスタント
- 戸井康成の生ラヂヲ（1998年4月 - 1999年3月）アシスタント
- 渡辺美香Sunday Sunset（1999年4月4日 - 9月26日、2001年10月3日 - 2002年3月26日）
- 小堀さんのRadio DAYS（1999年4月5日 - 2000年3月27日）月曜担当
- easyM（1999年10月6日 - 2000年3月29日）水曜パーソナリティ
- 歌のない歌謡曲
- 0時半です松坂屋ですカトレヤミュージックです月曜、火曜アシスタント
- 中村泰士のキュートナー宣言 あ・そ・こ
- つボイノリオの聞けば聞くほど - 「ショッピングのつボ」金曜担当
- 渡辺美香のMy Favorite Things（2002年4月 - 2009年4月9日）- ジャズ番組
- ランチタイムラジオ 聞けばツー快!（2002年7月1日 - 2009年4月3日）金曜担当
- 大正琴こころのメロディー（2002年7月6日 - 2014年3月30日）
- Link!! - （2007年10月2日 - 2007年3月25日、2008年9月30日 - 2009年3月31日）火曜パーソナリティ
- とくモリ!（2009年4月7日 - 2012年3月28日）火曜、水曜担当
- サンデーみか 〜Mika's MUSIC MUSEUM〜（2009年4月12日 - 2012年3月25日）
- 夕刊アツキー（2012年10月1日 - 2013年3月29日）月〜水曜担当
- 土曜ワイド 広瀬隆のラジオでいこう!（2013年4月6日　- 2016年3月26日）アシスタント
- 河原龍夫のヒット! ヒット! パラダイス（2013年9月30日 - 2018年9月24日）
- きく!ラジオ（2020年4月3日 - 2021年3月26日）金曜担当
- 石塚元章 ニュースマン!!（2016年4月2日 - 2024年9月28日）

### テレビ
- ミックスパイください
- ユーガッタ!CBC - （1999年3月 - 2006年3月）リポーター、ナレーション
- ノブナガ -（2001年1月 - 2014年3月30日、2014年4月6日 - 2015年9月27日）ナレーション
- 晴れドキ（2001年4月 - 2007年3月31日） - 朝のニュース担当
- ユーガッタWeekEnd（2002年4月6日　- 2005年3月26日）キャスター
- Pascoプレゼンツ オトナの天才クイズ（2016年12月3日）- MC
- 新天才クイズ 2023年夏（2023年8月26日）- 提供読み
- 本能Z（2015年10月4日 - 2017年4月1日）- ナレーション

### 他局での出演
- 週刊さんまとマツコ（TBSテレビ）（2025年1月23日SP、1月26日#163）